# Uriel Jové Balero
Uriel Jové Balero (Argentina, 29 de julio de 1999), más conocido como Uri, es un futbolista hispano-argentino que juega de defensa central y actualmente pertenece a la plantilla del Yeclano Deportivo de la Segunda División RFEF.

## Trayectoria
Nacido en Argentina, pero siendo un niño se mudó junto a su familia a España, concretamente a Alicante, Comunidad Valenciana. Es un defensa formado en las categorías inferiores del Hércules CF, CD El Campello y Kelme Club de Fútbol con el que jugó en categoría juvenil. El 5 de agosto de 2018, tras finalizar su formación como juvenil, se incorporó al Unión Deportiva Rayo Ibense de la Tercera División, pero abandonó el club al mes siguiente.
Durante la temporada 2018-19, formaría parte de la plantilla el Estudiantes de Murcia CF de Tercera División, en el Grupo XIII.
En verano de 2019, con 19 años firmó un contrato de dos temporadas con el F. C. Cartagena, al que llegó procedente del Estudiantes de Murcia CF de Tercera División con el que había jugado más de 30 partidos jugados y en el que marcó tres goles. 
En la temporada 2019-20 jugaría 19 partidos con el FC Cartagena B de Tercera División a las órdenes de David Bascuñana, en el que anotaría cuatro goles con el filial del conjunto albinegro. Uri, además de aportar su trabajo al filial del Cartagena, también lo pudo hacer con el primer equipo ya que debutó de la mano de Gustavo Munúa en diciembre de 2019 en un partido frente al UCAM Murcia CF que el FC Cartagena acabó venciendo por 2-1, en el que el central hispano-argentino jugó el partido completo. Días después debutó en partido oficial de Copa de Rey frente al SD Leioa en el que jugó 33 minutos de encuentro. 
En agosto de 2020, el central renueva su contrato con el conjunto cartagenero hasta 2023 y pasaría a ser jugador de la primera plantilla en el debut del FC Cartagena en la Segunda División de España.
El 27 de septiembre de 2020, hace su debut en la Segunda División de España en una derrota frente al CD Leganés por tres goles a uno.
El 30 de agosto de 2021, firma por el Águilas Fútbol Club de la Segunda División RFEF, cedido durante una temporada por el F. C. Cartagena.
El 13 de julio de 2023, firma por el Yeclano Deportivo de la Segunda División RFEF.